# Alta Mar
Alta Mar, ou Haute mer en France, est un feuilleton espagnol produit par Bambú Producciones et lancé mondialement le 24 mai 2019 sur Netflix.
Après trois saisons, Netflix décide de ne pas reconduire le feuilleton fin août 2020.

## Synopsis
Dans les années 1940, les sœurs Carolina (Alejandra Onieva) et Eva Villanueva (Ivana Baquero) embarquent sur un luxueux paquebot transatlantique, avec des passagers qui quittent l'Espagne pour le Brésil, en quête d'un avenir meilleur. Elles y font la connaissance d'un officier prénommé Nicolas (Jon Kortajarena). Une fois à bord, une femme qui ne se trouvait pas sur la liste des passagers et dont personne ne se souvient est mystérieusement assassinée. L'enquête va révéler de nombreux secrets de famille…

## Distribution
- Ivana Baquero (VF : Nastassja Girard) : Eva Villanueva.
- Jon Kortajarena (VF : Thibaut Belfodil) : Nicolás Vázquez, premier officier.
- Alejandra Onieva (VF : Anne Tilloy) : Carolina Villanueva.
- Eloy Azorín (VF : Laurent Maurel) : Fernando Fábregas, fiancé de Carolina.
- Chiqui Fernández (es) (VF : Isabelle Desplantes) : Francisca de García, servante.
- Begoña Vargas (VF : Julia Boutteville) : Verónica de García, servante, fille de Francisca.
- Manuela Vellés (VF : Julie Cavanna) : Luisa Castro / Sofía Plazaola (épisodes 1, 3 à 8).
- Tamar Novas (VF : Anatole de Bodinat) : Sebastián de la Cuesta.
- Daniel Lundh (VF : Jérôme Cachon) : Pierre, second officier.
- Natalia Rodríguez (es) (VF : Claire Morin) : Natalia Fábregas, sœur de Fernando.
- Laura Prats (VF : Alexia Papineschi) : Clara Romero, chanteuse du bord.
- Ignacio Montes (es) (VF : Nicolas Beaucaire) : Dimas Gómez, domestique de Sebastián.
- Luis Bermejo (acteur) (es) (VF : Franck Gourlat) : Mario Plazaola / Carlos Villanueva.
- Pepe Ocio (es) (VF : Mathieu Buscatto) : Dr Álvaro Rojas.
- Jorge Varandela (VF : Jean-Rémi Tichit) : Manuel Salgado.
- Ben Txmple (VF : Pascal Aubert) : le créancier (épisodes 1 à 4, 6 et 8).
- Félix Gómez (es) (VF : Benjamin Penamaria) : Aníbal de Souza, époux de Natalia (épisodes 1 à 6).
- Antonio Durán (es) (VF : Yann Guillemot) : détective Varela.
- Eduardo Blanco (es) (VF : Paul Borne) : capitaine Santiago Aguirre.
- José Sacristán (VF : François Dunoyer) : Pedro Villanueva, oncle de Carolina et Eva.

Dans la deuxième saison, sont inclus à la distribution :
- Claudia Traisac (VF : Charlotte Campana) : Casandra Lenormand / Carmen Marín ;
- Antonio Reyes : Enrich ;
- Chiqui Delgado : Teresa ;
- Pepe Barroso ;(VF : Nicolas Hardy) : Julián.

Dans la troisième saison, est incluse à la distribution Itsaso Arana (VF : Alexandra Naoum) : Anna.
Version française
- Société de doublage : Éclair.
- Direction artistique : France Rombaut.
- Adaptation des dialogues : Caroline Gere, David Ecosse, Aurélia Naamani, Christophe Gibert, Emilie Piarou.
- Voix à attribuer : Hortense Marin-Calenge , Simon Herlin, Patricia Spehar, Hugues Boucher

 Source et légende : version française (VF) sur RS Doublage et selon le carton de doublage français..

## Production
En juin 2018 est annoncé que Bambú Producciones, qui produit également Les Demoiselles du téléphone, produira la série. Le tournage débuta en octobre. Il était officiellement prévu une saison de 8 épisodes, mais en novembre est annoncé une seconde saison. Le 2 février 2019, le tournage de la première saison se termina puis le 18 mars débuta le tournage de la deuxième saison jusqu'au 28 juin. En octobre 2019 est annoncé le tournage de la troisième saison. Une quatrième saison, d'abord envisagée n'est finalement plus d'actualité.

## Épisodes
| Saisons | Nombre d'épisodes | Diffusion Netflix | Diffusion Netflix |
| Saisons | Nombre d'épisodes | Début de saison   | Fin de saison     |
| ------- | ----------------- | ----------------- | ----------------- |
| 1       | 8                 | 24 mai 2019       | 24 mai 2019       |
| 2       | 8                 | 22 novembre 2019  | 22 novembre 2019  |
| 3       | 6                 | 7 août 2020       | 7 août 2020       |

### Première saison (printemps 2019)
La première saison compte huit épisodes, diffusés pour la première fois le 24 mai 2019.
1. L'Albatros (El Albatros).
2. Les Alliances (Los Anillos).
3. Sofia (Sofía).
4. Changement de cap (Cambio de rumbo).
5. La Tempête (La Tormenta).
6. 527 L. (527 L.).
7. Trois heures (Tres horas).
8. Caïn (Caín).

### Deuxième saison (automne 2019)
La saison 2 est sortie le 22 novembre 2019.
1. Cassandra (Casandra).
2. D'outre-tombe (De entre los muertos).
3. Spiritisme (¿Hay alguien ahí?).
4. Passé trouble (Cambio de manos).
5. Dernier acte (El número final).
6. De l'autre côté (El otro lado).
7. Coupables (Culpables).
8. Un amour meurtrier (Amores que matan).

### Troisième saison (2020)
La bande annonce de la saison 3 de la série est sortie le 15 juillet 2020. La saison 3 est sortie le 7 août 2020.
1. Une nouvelle traversée (Nuevo rumbo).
2. Haut les masques (Máscaras).
3. Lame de fond (Mar de fondo).
4. Faux-semblants (Persiguiendo sombras).
5. Pris au piège (Encerrados).
6. Sur une mer immuable (Mar eterno).